# Booba
Élie Yaffa conocido por su nombre artístico Booba (Altos del Sena; París, 9 de diciembre de 1976) es un rapero francés, hijo de madre Francesa de origen belga y padre senegalés. En 2000 sacó el LP Mauvais Oeil (acompañado de Ali con quien formaba el grupo Lunatic) considerado desde entonces como una referencia del Hip-Hop francés. En 2002 llega Temps Mort, bases pesadas y un flow "hardcore" con rimas sin embargo muy inteligentes y reflexionadas. varios temas del CD serán entonces difundidas en radios como Skyrock, aumentando así su popularidad en Francia. En 2004 crea su propio label Tallac Records, y sale otro LP Pantheon doble disco de oro en Francia (200'000 copias vendidas). Su tercer proyecto en solitario Ouest Side salió el 13 de febrero de 2006. Incluye un tema con Akon. Desde entonces colaboró, entre otros con Tony Parker en Top of the Game. En 2008 grabó el disco 0.9 y en 2010 grabó el disco Lunatic. En noviembre de 2012 vio la salida su álbum Futur, con colaboraciones de Kaaris, 2 Chainz, Rick Ross, Mala y Gato. Este álbum está producido en su mayoría por Therapy. El álbum es el más vendido hasta la fecha, obteniendo el certificado de disco de platino (más de 150.000 copias vendidas).

## Discografía
Álbumes de estudio
- 2002: Temps mort
- 2004: Panthéon
- 2006: Ouest Side
- 2008: 0.9
- 2010: Lunatic
- 2012: Futur
- 2013: Futur 2.0
- 2015: D.U.C.
- 2015: Nero Nemesis
- 2017: Trône
- 2021: Buleria

Mixtapes
- 2005: Autopsie Vol. 1
- 2007: Autops 2
- 2009: Autopsie Vol. 3
- 2011: Autopsie Vol. 4

## Biografía
Élie Yaffa o conocido como "Booba" nació el 9 de diciembre de 1976 en Boulogne-Billancourt, Francia. Su madre Lucie Borsenberger, era institutriz y ahora trabaja como gerente del sello de Booba. Su padre Seydou Yaffa, que era senegalés de etnia Soninké, invirtió en el mundo de las noches parisianas y grabó un disco de funk en 1978. El Joven Elie creció en el disturbio de Meudon-la-Forêt y en Boulogne-Billancourt, entonces con 10 años se mudó con su madre a Cagnes-sur-Mer en la Costa Azul tras el divorcio de sus padres. A los 15 años, un intercambio escolar con una familia de Detroit le permitió pasar un año entero en Estados Unidos, fue un viaje que lo marcó fuertemente. De regreso a Francia, obtuvo un BEP (Brevet de estudios profesionales) en la escuela secundaria. Al mismo tiempo, comenzó a involucrarse en el mundo del hip-hop, primero como bailarín y luego como MC, y comenzó a frecuentar el distrito de Pont de Sèvres en Boulogne, un verdadero caldo de cultivo para los raperos franceses (Zoxea, Dany Dan et les Sages Poètes de la Rue, LIM y su grupo Movez Lang, Salif, la Malekal Morte, le collectif du Beat de Boul, etc.) .
Confirma en una entrevista que es de fe musulmana, pero “poco practicante”, y niega ser de fe judía. Negación reiteró en la canción Gun In My Hand, en colaboración con Akon: "Parece que estoy tomando cocaína, parece que estoy en la cárcel, parece que soy judío". Sin embargo, le resulta estúpido y racista usar la palabra "judío" para insultarlo y expresa su desprecio por los antisemitas. Afirma ser Soninké del pueblo de Bakel. Durante su primer viaje a Senegal, Élie conoce a uno de sus primos llamado Boubakar. Luego usa el diminutivo "Booba" para rendir homenaje a este último.
- Datos: Q642477
- Multimedia: Booba / Q642477